# Municipio de Hall (Dakota del Norte)
El municipio de Hall (en inglés: Hall Township) es un municipio ubicado en el condado de Sargent en el estado estadounidense de Dakota del Norte. En el año 2010 tenía una población de 130 habitantes y una densidad poblacional de 1,39 personas por km².

## Geografía
El municipio de Hall se encuentra ubicado en las coordenadas 46°14′46″N 97°19′56″O / 46.24611, -97.33222. Según la Oficina del Censo de los Estados Unidos, el municipio tiene una superficie total de 93.39 km², de la cual 93,29 km² corresponden a tierra firme y (0,11 %) 0,11 km² es agua.

## Demografía
Según el censo de 2010, había 130 personas residiendo en el municipio de Hall. La densidad de población era de 1,39 hab./km². De los 130 habitantes, el municipio de Hall estaba compuesto por el 98,46 % blancos, el 0,77 % eran asiáticos y el 0,77 % eran de una mezcla de razas. Del total de la población el 9,23 % eran hispanos o latinos de cualquier raza.